# Kanton Saint-Dizier-Ouest
Der Kanton Saint-Dizier-Ouest war von 1973 bis 2015 ein französischer Wahlkreis im Arrondissement Saint-Dizier, im Département Haute-Marne und in der Region Champagne-Ardenne; sein Hauptort war Éclaron-Braucourt-Sainte-Livière.

## Gemeinden
Der Kanton umfasste acht Gemeinden und einem Teil der Stadt Saint-Dizier (angegeben ist die Gesamteinwohnerzahl):
| Gemeinde                         | Einwohner Jahr | Fläche km² | Bevölkerungsdichte | Code INSEE | Postleitzahl |
| -------------------------------- | -------------- | ---------- | ------------------ | ---------- | ------------ |
| Éclaron-Braucourt-Sainte-Livière | 2072 (2013)    | 54,24      | 38 Einw./km²       | 52182      | 52290        |
| Hallignicourt                    | 285 (2013)     | 11,86      | 24 Einw./km²       | 52235      | 52100        |
| Humbécourt                       | 817 (2013)     | 20,84      | 39 Einw./km²       | 52244      | 52290        |
| Laneuville-au-Pont               | 190 (2013)     | 4,09       | 46 Einw./km²       | 52267      | 52100        |
| Moëslains                        | 429 (2013)     | 1,62       | 265 Einw./km²      | 52327      | 52100        |
| Perthes                          | 552 (2013)     | 13,08      | 42 Einw./km²       | 52386      | 52100        |
| Saint-Dizier                     | 25.626 (2013)  | –          | – Einw./km²        | 52448      | 52100        |
| Valcourt                         | 620 (2013)     | 3,77       | 164 Einw./km²      | 52500      | 52100        |
| Villiers-en-Lieu                 | 1555 (2013)    | 12,90      | 121 Einw./km²      | 52534      | 52100        |